# Domenica Live
Domenica Live è stato un programma televisivo italiano di genere talk show, varietà, rotocalco, contenitore e costume, andato in onda su Canale 5 dal 7 ottobre 2012 al 23 maggio 2021. Dal 7 al 28 ottobre 2012 la conduzione era stata affidata ad Alessio Vinci e Sabrina Scampini, mentre dal 4 novembre 2012 al 23 maggio 2021 la conduzione era passata a Barbara D'Urso. Il programma ha avuto nove edizioni e veniva trasmesso in diretta ogni domenica pomeriggio.

## Il programma
Il programma, nato come rotocalco in onda nella fascia pomeridiana della domenica, era realizzato dalla testata giornalistica italiana Videonews e trattava le vicende legate all'attualità, alla cronaca, alla politica, all'economia, alla società, allo spettacolo e al gossip, con l'ausilio di servizi, della corrispondenza degli inviati e della presenza di ospiti e opinionisti in studio e in collegamento, pronti ad intervenire sulle varie tematiche.
Dal 7 al 28 ottobre 2012 il programma era stato condotto inizialmente da Alessio Vinci e Sabrina Scampini, ma a causa dei bassi ascolti registrati, dal 4 novembre dello stesso anno fino al 23 maggio 2021 la conduzione era passata in mano a Barbara D'Urso.
Il programma dal 7 ottobre 2012 al 9 dicembre 2018 andava in diretta dalle 14:00 alle 18:45, poi dal 13 gennaio 2019 all'8 marzo 2020 andava in diretta dalle 17:20 alle 18:45, poi dal 13 settembre 2020 al 28 marzo 2021 andava in diretta dalle 17:10 alle 18:45, mentre dal 4 aprile al 23 maggio 2021 andava in diretta dalle 14:35 alle 18:45.
Si trattava di un rotocalco diviso in segmenti, alternando talk d'attualità e cronaca a momenti di spettacolo, canto e intrattenimento, con ospiti provenienti dal mondo della politica e opinionisti o protagonisti della cronaca rosa. In particolar modo, i temi d'attualità e di cronaca venivano affrontati nel primo pomeriggio, mentre a seguire si lasciava spazio a un segmento più leggero, composto da interviste da parte della conduttrice con personaggi del mondo dello spettacolo.
Dalla stagione 2021-2022, dopo la chiusura del programma, è stato sostituito dalle versioni domenicali dei programmi Amici di Maria De Filippi e di Verissimo, condotti rispettivamente da Maria De Filippi e Silvia Toffanin.

### Studi televisivi
| Studio televisivo                                              | Edizione | Edizione | Edizione | Edizione | Edizione | Edizione | Edizione | Edizione | Edizione | Totale |
| Studio televisivo                                              | 1ª       | 2ª       | 3ª       | 4ª       | 5ª       | 6ª       | 7ª       | 8ª       | 9ª       | Totale |
| -------------------------------------------------------------- | -------- | -------- | -------- | -------- | -------- | -------- | -------- | -------- | -------- | ------ |
| Studio 1 del Centro Safa Palatino, Roma                        |          |          |          |          |          |          |          |          |          | 1      |
| Studio 10 del Centro di produzione Mediaset di Cologno Monzese |          |          |          |          |          |          |          |          |          | 2      |
| Studio 11 del Centro di produzione Mediaset di Cologno Monzese |          |          |          |          |          |          |          |          |          | 6      |
| Studio 6 del Centro di produzione Mediaset di Cologno Monzese  |          |          |          |          |          |          |          |          |          | 1      |

## Edizioni
| Edizione | Anno       | Conduzione     | Conduzione       | Periodo           | Periodo         | Puntate | Regia        | Studio                                                         | Studio                                                         |
| Edizione | Anno       | Conduzione     | Conduzione       | Inizio            | Fine            | Puntate | Regia        | Studio                                                         | Studio                                                         |
| -------- | ---------- | -------------- | ---------------- | ----------------- | --------------- | ------- | ------------ | -------------------------------------------------------------- | -------------------------------------------------------------- |
| 1ª       | 2012- 2013 | Alessio Vinci  | Sabrina Scampini | 7 ottobre 2012    | 28 ottobre 2012 | 4       | Massimo Fusi | Studio 1 del Centro Safa Palatino, Roma                        | Studio 1 del Centro Safa Palatino, Roma                        |
| 1ª       | 2012- 2013 | Barbara D'Urso | Barbara D'Urso   | 4 novembre 2012   | 28 aprile 2013  | 22      | Massimo Fusi | Studio 1 del Centro Safa Palatino, Roma                        | Studio 1 del Centro Safa Palatino, Roma                        |
| 2ª       | 2013-2014  | Barbara D'Urso | Barbara D'Urso   | 29 settembre 2013 | 27 aprile 2014  | 26      | Massimo Fusi | Studio 10 del Centro di produzione Mediaset di Cologno Monzese | Studio 10 del Centro di produzione Mediaset di Cologno Monzese |
| 3ª       | 2014-2015  | Barbara D'Urso | Barbara D'Urso   | 28 settembre 2014 | 26 aprile 2015  | 25      | Massimo Fusi | Studio 10 del Centro di produzione Mediaset di Cologno Monzese | Studio 10 del Centro di produzione Mediaset di Cologno Monzese |
| 4ª       | 2015-2016  | Barbara D'Urso | Barbara D'Urso   | 27 settembre 2015 | 29 maggio 2016  | 30      | Massimo Fusi | Studio 11 del Centro di produzione Mediaset di Cologno Monzese | Studio 11 del Centro di produzione Mediaset di Cologno Monzese |
| 5ª       | 2016-2017  | Barbara D'Urso | Barbara D'Urso   | 18 settembre 2016 | 28 maggio 2017  | 32      | Massimo Fusi | Studio 11 del Centro di produzione Mediaset di Cologno Monzese | Studio 11 del Centro di produzione Mediaset di Cologno Monzese |
| 6ª       | 2017-2018  | Barbara D'Urso | Barbara D'Urso   | 17 settembre 2017 | 27 maggio 2018  | 31      | Massimo Fusi | Studio 11 del Centro di produzione Mediaset di Cologno Monzese | Studio 11 del Centro di produzione Mediaset di Cologno Monzese |
| 7ª       | 2018-2019  | Barbara D'Urso | Barbara D'Urso   | 16 settembre 2018 | 19 maggio 2019  | 30      | Massimo Fusi | Studio 11 del Centro di produzione Mediaset di Cologno Monzese | Studio 11 del Centro di produzione Mediaset di Cologno Monzese |
| 8ª       | 2019-2020  | Barbara D'Urso | Barbara D'Urso   | 22 settembre 2019 | 8 marzo 2020    | 21      | Massimo Fusi | Studio 11 del Centro di produzione Mediaset di Cologno Monzese | Studio 11 del Centro di produzione Mediaset di Cologno Monzese |
| 9ª       | 2020-2021  | Barbara D'Urso | Barbara D'Urso   | 13 settembre 2020 | 28 marzo 2021   | 25      | Massimo Fusi | Studio 11 del Centro di produzione Mediaset di Cologno Monzese | Studio 11 del Centro di produzione Mediaset di Cologno Monzese |
| 9ª       | 2021       | Barbara D'Urso | Barbara D'Urso   | 4 aprile 2021     | 23 maggio 2021  | 8       | Massimo Fusi | Studio 6 del Centro di produzione Mediaset di Cologno Monzese  |                                                                |

### Prima edizione (2012-2013)
La prima edizione di Domenica Live, nata dalla trasformazione di Domenica Cinque, era andata in onda dal 7 ottobre 2012 al 28 aprile 2013 dallo studio 1 del Centro Safa Palatino di Roma. Lo scopo originario del nuovo rotocalco domenicale, condotto da Alessio Vinci e Sabrina Scampini, è quello di fornire, attraverso alcune "finestre sul mondo", un continuo approfondimento giornalistico su fatti di cronaca, politica, attualità e costume.
Dal 4 novembre 2012, dopo le prime quattro puntate, la conduzione viene affidata a Barbara D'Urso che, pur mantenendo un talk iniziale sui principali fatti della settimana, vira su temi più leggeri dedicando la maggior parte della puntata a interviste con ospiti di diverso genere. La struttura generale resta invariata, con l'unica variazione dell'ultima parte che si chiama semplicemente Domenica Live.
Dal 7 al 28 ottobre 2012, la struttura del programma era la seguente:
- 14:00-16:00 Domenica Live - Attualità con Alessio Vinci
- 16:00-17:00 Domenica Live - Storie con Sabrina Scampini
- 17:00-18:45 Domenica Live - Talk con Alessio Vinci e Sabrina Scampini

Dal 4 novembre 2012 al 28 aprile 2013, con l'arrivo alla conduzione di Barbara D'Urso, il programma assumeva la seguente distribuzione oraria:
- 14:00-16:00 Domenica Live - Attualità
- 16:00-16:45 Domenica Live - Storie
- 16:45-18:45 Domenica Live

### Seconda edizione (2013-2014)
La seconda edizione di Domenica Live, con la conduzione di Barbara D'Urso, era andata in onda dal 29 settembre 2013 al 27 aprile 2014. Il programma aveva lasciato lo studio 1 del Centro Safa Palatino di Roma, traslocando nello studio 10 del Centro di produzione Mediaset di Cologno Monzese (lo stesso di Pomeriggio Cinque) con una nuova scenografia (anch'essa identica a quella del programma pomeridiano feriale). Il pubblico è disposto ad arena. Le puntate sono aperte dall'esibizione della cantante Senhit e, a volte, dalla promozione di musical e di fiction della rete. Serena Garitta è l'inviata del programma durante le interviste con i personaggi di spettacolo.
La struttura del programma, dal 29 settembre 2013 al 16 febbraio 2014, era la seguente:
- 14:00-14:15 Domenica Live - Anteprima
- 14:15-15:45 Domenica Live - Attualità
- 15:45-16:55 Domenica Live - Storie
- 16:55-18:45 Domenica Live

Dal 23 febbraio al 27 aprile 2014 l'ultimo segmento (17:00-18:45) era diviso in due parti e quindi la struttura dell'intero programma diventava la seguente:
- 13:55-14:10 Domenica Live - Anteprima
- 14:10-16:10 Domenica Live - Attualità
- 16:10-17:00 Domenica Live - Storie
- 17:00-18:00 Domenica Live - Prima parte
- 18:00-18:45 Domenica Live - Seconda parte

### Terza edizione (2014-2015)
La terza edizione di Domenica Live, sempre con la conduzione di Barbara D'Urso, era andata in diretta dal 28 settembre 2014 al 26 aprile 2015, sempre dallo studio 10 del Centro di produzione Mediaset di Cologno Monzese, mantenendo formula e struttura dell'edizione precedente.
In questa edizione la struttura del programma era la seguente:
- 14:00-14:10 Domenica Live - Anteprima
- 14:10-16:10 Domenica Live - Attualità
- 16:10-17:00 Domenica Live - Storie
- 17:00-18:00 Domenica Live - Prima parte
- 18:00-18:30 Domenica Live - Seconda parte
- 18:35-18:45 Domenica Live - Saluti

### Quarta edizione (2015-2016)
La quarta edizione di Domenica Live, sempre condotta da Barbara D'Urso, era andata in diretta dal 27 settembre 2015 al 29 maggio 2016. Da questa edizione il programma era andato in onda dallo studio 11 del Centro di produzione Mediaset di Cologno Monzese con un impianto scenico completamente nuovo che, per la diretta domenicale, ingloba quello di Pomeriggio Cinque. Questa edizione vede la conferma di Serena Garitta come inviata speciale, e fino a Natale la partecipazione di Claudio Lippi come protagonista del talent Lippi dopo di me per cercare il suo erede televisivo. Il motto di questa edizione è: Domenica Live, la festa continua!.
La struttura del programma resta pressoché invariata, trattando temi di politica, cronaca e spettacolo con diversi ospiti in studio e in collegamento.
In questa edizione la struttura del programma era la seguente:
- 14:00-14:15 Domenica Live - Anteprima
- 14:20-16:10 Domenica Live - Attualità
- 16:15-16:55 Domenica Live - Storie
- 17:00-17:55 Domenica Live - Prima parte
- 18:00-18:40 Domenica Live - Seconda parte
- 18:40-18:45 Domenica Live - L'ultima sorpresa

#### Puntata speciale sull'attentato terroristico a Parigi
Il 15 novembre 2015 era andata in onda una puntata speciale di Domenica Live senza i segmenti di intrattenimento, interamente dedicata ai fatti dell'attentato terroristico di Parigi. La puntata terminò alle 17:05, lasciando spazio a un film TV e successivamente, alle 18:45, al game show Avanti un altro! (tornato in onda dopo la pausa del giorno prima dovuta proprio a questi fatti di cronaca). Nella puntata intervenivano diversi ospiti presenti in studio e in collegamento. Lo studio durante tutta la puntata assumeva i colori della bandiera francese.

### Quinta edizione (2016-2017)
La quinta edizione di Domenica Live, sempre condotta da Barbara D'Urso, era andata in diretta dal 18 settembre 2016 al 28 maggio 2017, sempre dallo studio 11 del Centro di produzione Mediaset di Cologno Monzese. Il programma aveva mantenuto il format di alternanza tra attualità e spettacolo, con ospiti in studio e in collegamento. Per le puntate di Domenica Live, lo studio aveva inglobato sia quello di Pomeriggio Cinque sia quello di Mattino Cinque. Il motto di questa edizione era: Domenica Live, l'allegria nelle vostre case!
La puntata del 12 febbraio 2017 è in gran parte dedicata al Festival di Sanremo 2017. Il programma ha preso il nome di Domenica Sanremo Live, mantenendo invariata la durata e il format ma con collegamenti in diretta dall'omonima città ligure.

### Sesta edizione (2017-2018)
La sesta edizione di Domenica Live, sempre condotta da Barbara D'Urso, era andata in diretta dal 17 settembre 2017 al 27 maggio 2018, sempre dallo studio 11 del Centro di produzione Mediaset di Cologno Monzese.
Nelle prime settimane, il programma nella prima parte è aperto da un talk riguardante diversi temi politici, sociali e di cronaca. La formula della politica viene tralasciata in seguito (lo spazio politico viene poi proposto spesso nel segmento Domenica Live - Seconda parte) per lasciare spazio a un talk della durata maggiore in cui si discutono i fatti salienti avvenuti nei principali reality Mediaset della stagione televisiva 2017-2018, ovvero:
- La seconda edizione del Grande Fratello VIP nel periodo tra ottobre e dicembre;
- La tredicesima edizione de L'isola dei famosi nel periodo tra gennaio e aprile;
- La quindicesima edizione del Grande Fratello nel periodo tra aprile e maggio (l'edizione classica che vede lo storico ritorno proprio di Barbara D'Urso alla conduzione).

Questa nuova edizione ha visto il restyling della grafica del programma. Il motto era: Domenica Live, con noi il tempo vola!
Dal 17 settembre 2017 al 27 maggio 2018 la suddivisione in segmenti era la seguente:
- 14:00-14:20 Tra Poco Live (inizialmente Domenica Live - Anteprima)
- 14:20-15:00 Domenica Live - Attualità (inizialmente Domenica Live - Politica e attualità)
- 15:00-16:30 Domenica Live - Storie
- 16:30-17:30 Domenica Live - Prima parte
- 17:30-18:30 Domenica Live - Seconda parte
- 18:30-18:45 Domenica Live - Ultima sorpresa

### Settima edizione (2018-2019)
La settima edizione di Domenica Live, sempre condotta da Barbara D'Urso, era andata in onda dal 16 settembre 2018 al 19 maggio 2019, sempre dallo studio 11 del Centro di produzione Mediaset di Cologno Monzese. Il motto di questa edizione era: Domenica Live, le mille facce della vostra domenica!
Tra le novità un restyling del logo, una nuova sigla e una nuova grafica, a seguito del restyling grafico di Canale 5 avvenuto il 16 aprile 2018. Da questa edizione l'inizio del programma non viene più introdotto dalle persone dietro le quinte. La voce fuori campo che annuncia gli ospiti è il doppiatore Andrea Piovan.
Il 9 dicembre 2018 viene annunciato in diretta dalla conduttrice che dopo la pausa natalizia, dal 13 gennaio 2019, il programma sarebbe andato in onda dalle 17:20 alle 18:45.
La puntata del 14 aprile 2019 era andata in onda eccezionalmente in diretta presso il teatro 4 di Cinecittà a Roma, utilizzato anche per la puntata del lunedì di Pomeriggio Cinque, giorno in cui la conduttrice era impegnata a Roma per la diretta del Grande Fratello.
Sempre a causa dell'impegno col reality, da aprile 2019 fino a fine edizione il programma non veniva più trasmesso in diretta, come sempre avvenuto, ma veniva registrato il sabato pomeriggio.
Dal 16 settembre al 9 dicembre 2018 la suddivisione in segmenti era la seguente:
- 14:00-14:20 Anteprima Domenica Live
- 14:20-17:00 Domenica Live - Attualità
- 17:00-17:25 Domenica Live - Storie
- 17:25-17:55 Domenica Live - Prima parte
- 17:55-18:35 Domenica Live - Seconda parte
- 18:35-18:45 Domenica Live - Ultima sorpresa

Dal 13 gennaio al 19 maggio 2019 la suddivisione in segmenti è la seguente:
- 17:20-18:35 Domenica Live
- 18:35-18:45 Domenica Live - Ultima sorpresa

Occasionalmente (quando nella puntata è presente un politico come ospite) la struttura del programma diventa la seguente:
- 17:20-18:20 Domenica Live
- 18:20-18:40 Domenica Live - Politica
- 18:40-18:45 Domenica Live - Ultima sorpresa

### Ottava edizione (2019-2020)
L'ottava edizione di Domenica Live, sempre condotta da Barbara D'Urso, era andata in onda dal 22 settembre 2019 all'8 marzo 2020, sempre dallo studio 11 del Centro di produzione Mediaset di Cologno Monzese con una scenografia simile a quella dello studio di Live - Non è la d'Urso. Il motto di questa edizione era: Domenica Live, il nostro viaggio insieme!
Novità di questa edizione è lo spazio Domenica Alive dove ogni settimana (nella prima parte di questa edizione), un ospite del programma interpreta un personaggio di un film. Nella seconda parte fino al 2 febbraio 2020 era stato presente lo spazio Cambio Look Choc! curato da Giovanni Ciacci il quale trasforma un ospite del programma in un personaggio famoso. Dal 16 febbraio 2020 era stata introdotta una nuova rubrica dal titolo Domenica Like, un torneo dove ogni settimana un ospite del programma si trasforma in un personaggio famoso; inoltre, sempre nel torneo, è possibile mettere un "like" alle esibizioni dei VIP sui social del programma.
In questa edizione, a causa dell'impegno con Live - Non è la d'Urso, in onda la domenica sera, il programma non andava più in diretta, come sempre avvenuto, ma veniva registrato il sabato pomeriggio.
Le puntate del 1º e dell'8 marzo 2020 erano andate in onda senza pubblico in studio, a causa della pandemia di COVID-19.
Dal 15 marzo 2020 il programma, per questa stagione, non è più andato in onda a causa dell'emergenza COVID-19 in Italia.
Dal 22 settembre 2019 all'8 marzo 2020 la suddivisione in segmenti era la seguente:
- 17:20-17:30 Anteprima Domenica Live
- 17:30-18:35 Domenica Live
- 18:35-18:45 Domenica Live - Ultima sorpresa

Occasionalmente (quando nella puntata è presente un politico come ospite) la struttura del programma diventava la seguente:
- 17:20-17:30 Anteprima Domenica Live
- 17:30-18:15 Domenica Live
- 18:15-18:40 Domenica Live - Politica
- 18:40-18:45 Domenica Live - Ultima sorpresa

Alle 17:13 circa veniva trasmessa l'anteprima del programma (come durante la settimana per Pomeriggio Cinque) che durava circa 3 minuti.

### Nona edizione (2020-2021)
La nona e ultima edizione di Domenica Live, sempre condotta da Barbara D'Urso, era andata in diretta dal 13 settembre 2020 al 28 marzo 2021, sempre dallo studio 11 del Centro di produzione Mediaset di Cologno Monzese come nelle edizioni precedenti, mentre dal 4 aprile al 23 maggio 2021 dallo studio 6 dello stesso centro di produzione.
Anche in questa edizione (dal 20 settembre al 25 ottobre 2020) era stato confermato il torneo Domenica Like (proposto nella parte finale del programma), dove ogni settimana un ospite del programma si trasforma in un personaggio famoso; inoltre, sempre nel torneo, è possibile mettere un "like" alle esibizioni dei VIP sui social del programma.
Dal 25 ottobre 2020, complice il proseguimento della pandemia di COVID-19, il programma si era trasferito in uno studio più piccolo del precedente.
Il 13 e il 20 settembre 2020 la suddivisione in segmenti era la seguente:
- 17:10-18:30 Domenica Live
- 18:35-18:45 Domenica Live - Ultima sorpresa

Dal 27 settembre 2020 al 23 maggio 2021, era stato reintrodotto il segmento Anteprima Domenica Live, e quindi la suddivisione in segmenti era la seguente:
- 17:10-17:20 Anteprima Domenica Live
- 17:20-18:30 Domenica Live
- 18:35-18:45 Domenica Live - Ultima sorpresa

Alle 17:06 circa, fino al 28 marzo 2021, veniva trasmessa l'anteprima del programma, che durava meno di un minuto.
In seguito, l'inizio del segmento Domenica Live era stato posticipato alle 17:30, comportando di conseguenza l'allungamento del segmento Anteprima Domenica Live.
Dal 4 aprile al 23 maggio 2021, in seguito alla chiusura anticipata di Live - Non è la d'Urso il 28 marzo, il programma è tornato ad andare in diretta dalle 14:35 alle 18:45, tornando ad avere uno spazio dedicato all'informazione ed attualità, come successo fino alla settima edizione. Sempre dal 4 aprile al 23 maggio, il programma era stato trasmesso dallo studio 6 del Centro di produzione Mediaset di Cologno Monzese. Durante l'ultimo segmento del programma Ultima sorpresa, venivano mostrate le riprese dietro le quinte di ogni puntata.
Sempre dal 4 aprile al 23 maggio 2021, la suddivisione in segmenti era la seguente:
- 14:35-15:20 Anteprima Domenica Live
- 15:25-17:00 Domenica Live - Attualità
- 17:00-17:55 Domenica Live - Prima parte
- 18:00-18:35 Domenica Live - Seconda parte
- 18:35-18:45 Domenica Live - Ultima sorpresa

Sempre dal 4 aprile al 23 maggio 2021, alle 14:14 circa, veniva trasmessa l'anteprima del programma, che durava meno di un minuto.
Anche in questa edizione il programma era andato in onda senza pubblico in studio a causa delle misure di contenimento della pandemia di COVID-19. Dopo quest'edizione Mediaset non riconfermò il programma per la stagione 2021-2022 venendo sostituito dalla versione pomeridiana di Amici di Maria De Filippi e dalla versione domenicale di Verissimo.

## Audience
| Edizione | Rete televisiva | Anno      | Stagione          | Orario      | Durata  | Programmazione | Programmazione | Programmazione | Programmazione | Programmazione | Programmazione | Programmazione | Collocazione | Media auditel  | Media auditel |
| Edizione | Rete televisiva | Anno      | Stagione          | Orario      | Durata  | L              | M              | M              | G              | V              | S              | D              | Collocazione | Telespettatori | Share         |
| -------- | --------------- | --------- | ----------------- | ----------- | ------- | -------------- | -------------- | -------------- | -------------- | -------------- | -------------- | -------------- | ------------ | -------------- | ------------- |
| 1ª       | Canale 5        | 2012      | autunno           | 14:00-18:45 | 285 min |                |                |                |                |                |                |                | Day-time     | 1 372 000      | 9,59%         |
| 1ª       | Canale 5        | 2012-2013 | autunno-primavera | 14:00-18:45 | 285 min | 2 489 000      | 14,37%         |                |                |                |                |                | Day-time     |                |               |
| 2ª       | Canale 5        | 2013-2014 | autunno-primavera | 14:00-18:45 | 285 min | 2 514 000      | 15,39%         |                |                |                |                |                | Day-time     |                |               |
| 3ª       | Canale 5        | 2014-2015 | autunno-primavera | 14:00-18:45 | 285 min | 2 617 000      | 15,92%         |                |                |                |                |                | Day-time     |                |               |
| 4ª       | Canale 5        | 2015-2016 | autunno-primavera | 14:00-18:45 | 285 min | 2 423 000      | 15,75%         |                |                |                |                |                | Day-time     |                |               |
| 5ª       | Canale 5        | 2016-2017 | estate-primavera  | 14:00-18:45 | 285 min | 2 572 000      | 17,64%         |                |                |                |                |                | Day-time     |                |               |
| 6ª       | Canale 5        | 2017-2018 | estate-primavera  | 14:00-18:45 | 285 min | 2 891 000      | 19,41%         |                |                |                |                |                | Day-time     |                |               |
| 7ª       | Canale 5        | 2018      | estate-autunno    | 14:00-18:45 | 285 min | 2 275 000      | 16,10%         |                |                |                |                |                | Day-time     |                |               |
| 7ª       | Canale 5        | 2019      | inverno-primavera | 17:20-18:45 | 85 min  | 2 275 000      | 16,10%         |                |                |                |                |                | Day-time     |                |               |
| 8ª       | Canale 5        | 2019-2020 | estate-primavera  | 17:20-18:45 | 85 min  | 2 000 000      | 14,37%         |                |                |                |                |                | Day-time     |                |               |
| 9ª       | Canale 5        | 2020-2021 | estate-primavera  | 17:10-18:45 | 95 min  | 2 112 000      | 13,35%         |                |                |                |                |                | Day-time     |                |               |
| 9ª       | Canale 5        | 2021      | primavera         | 14:35-18:45 | 250 min | 2 112 000      | 13,35%         |                |                |                |                |                | Day-time     |                |               |

## Ospiti e opinionisti ricorrenti
Ad affiancare Barbara D'Urso, e prima la coppia Vinci-Scampini, c'erano vari opinionisti, che discutevano argomenti di attualità, cronaca, società, politica, spettacolo e costume, tra cui gli opinionisti ricorrenti principali erano: Roberto Alessi, Enrica Bonaccorti, Antonella Boralevi, Paola Caruso, Karina Cascella, Francesca Cipriani, Francesca De Andrè, Lory Del Santo, Carmen Di Pietro, Silvana Giacobini, Patrizia Groppelli, Éva Henger, Mercédesz Henger, Daniele Interrante, Simona Izzo, Vladimir Luxuria, Alessia Macari, Alessandra Mussolini, Aida Nizar, Alessandro Cecchi Paone, Platinette, Nadia Rinaldi, Floriana Secondi, Vittorio Sgarbi, Monica Setta, Riccardo Signoretti, Raffaello Tonon, Morena Zapparoli, Carmen Russo, Enzo Paolo Turchi, Maria Teresa Ruta.

## Sigla
Nelle prime quattro puntate della prima edizione di Domenica Live (andate in onda dal 7 al 28 ottobre 2012 e condotte dalla coppia Vinci-Scampini), la sigla fu la canzone Italiani di Edoardo Bennato (che venne cantata dallo stesso Bennato in persona all'inizio della prima puntata). Dal 4 novembre 2012 al 28 aprile 2013, con l'arrivo di Barbara D'Urso alla conduzione del programma, la sigla divenne Blow me di Pink. Dalla seconda alla nona edizione, la sigla fu Wake me up di Avicii.

## Spin-off

### Domenica Rewind
Domenica Rewind era uno spin-off di Domenica Live andato in onda su Canale 5 dal 7 dicembre 2014 al 5 gennaio 2020 nella fascia pomeridiana con la conduzione di Barbara D'Urso. Di solito sostituiva Domenica Live nelle domeniche in cui la trasmissione originale non andava in onda. Il formato prevedeva la riproposizione delle migliori interviste e inizialmente anche i commenti delle interviste stesse da dietro le quinte e le interviste inedite, le quali non andavano in onda nel programma originale. Andava in onda nel mese di dicembre, la prima domenica di gennaio, il giorno di Pasqua, nel mese di giugno e, tra il 2015 e il 2016, nel mese di maggio e, sempre nel 2016, anche la prima domenica di luglio. Il programma era prodotto da Videonews e la regia era affidata a Massimo Fusi. Sia la sigla sia la grafica (sebbene quest'ultima leggermente modificata) erano le stesse del programma madre. Dal 22 dicembre 2019 al 5 gennaio 2020 il programma assumeva il sottotitolo Il meglio di Domenica Live e di conseguenza le interviste inedite e i commenti delle interviste dal retroscena non erano state più proposte.

### Domenica Live - Sanremo
Domenica Live - Sanremo era uno spin-off di Domenica Live, andato in onda il 12 febbraio 2017 in occasione del Festival di Sanremo 2017, con ospiti in collegamento dalla città dei fiori. La struttura del programma, nonostante questo, restava invariata, togliendo solo il consueto talk politico iniziale in favore di un talk dedicato al festival. Nella puntata si sono rivisti alcuni momenti come la proclamazione del vincitore, ma anche alcuni contenuti inediti da dietro le quinte.

### Domenica Vintage
Domenica Vintage era uno spin-off di Domenica Live, andato in onda il 10 febbraio 2019, per festeggiare i dieci anni del programma. Per l'occasione, sono stati proposti vari spezzoni del programma Domenica Cinque, delle stagioni 2009 e 2010.
Il programma si è scontrato con una puntata speciale di Domenica in in diretta dal Teatro Ariston di Sanremo, dopo la finale del 69º Festival di Sanremo, che ha registrato oltre 5 milioni di telespettatori.
Un'altra puntata di Domenica Vintage era andata in onda il 21 aprile 2019, il giorno di Pasqua.
Lo spin-off era andato in onda su Canale 5 anche il 7 marzo 2021, riproponendo le migliori interviste del programma madre. Come già successo nel 2019, il programma si è scontrato con una puntata speciale di Domenica in andata in onda su Rai 1 dal Teatro Ariston di Sanremo.

### Live - Non è la d'Urso
Live - Non è la d'Urso era uno spin-off di Domenica Live andato in onda in prima serata dal 13 marzo 2019 al 28 marzo 2021. Il format era lo stesso del programma madre, ma con l'aggiunta del sentiment, ossia il voto dei telespettatori verso l'ospite più gradito e quello meno gradito tra quelli intervenuti in un determinato momento della puntata.